# Административное деление Ирана
Иран административно делится на останы (перс. استان‎). Во главе каждого остана стоит генерал-губернатор (перс. استاندار‎, остандар). Во времена монархии остандары назначались шахом, в настоящее время их назначает Министерство внутренних дел и утверждает президент Исламской республики.

## Провинции Ирана (останы)
Остан — административно-территориальная единица верхнего уровня, останы в свою очередь делятся на 324 шахрестана (перс. شهرستان‎); следующим уровнем территориального деления является бахш (перс. بخش‎), таких единиц насчитывается более 740. Бахши делятся на дехестаны — сельские округа, объединяющие несколько деревень. Во главе шахрестанов стоят губернаторы, их, как и глав бахшей, бахшдаров назначает МВД ИРИ. Дехестаны управляются сельскими советами дехдари, а возглавляют их дехдары.
По данным правительства Ирана на 2012 год в стране насчитывалось:
| Русское название          | Персидское название | Количество |
| ------------------------- | ------------------- | ---------- |
| Остан (провинция)         | استان ostān         | 31         |
| Шахрестан (область)       | شهرستان shahrestān  | 324        |
| Бахш (район)              | بخش bakhsh          | 999        |
| Город                     | شهر shahr           | 1167       |
| Дехестан (сельский округ) | دهستان dehestān     | 2512       |

## Области Ирана (шахрестаны)
Шахрестан — административно-территориальная единица второго уровня. Каждый шахрестан в свою очередь делится на бахши (районы). Руководителем администрации шахрестана является фармандар. Всего в Иране 443 шахрестана.

## Районы Ирана (бахши)
Бахш (перс. بخش‎, произн. [baxš]) — район, административно-территориальная единица, являющаяся составной единицей шахрестана (области). Иногда в англоязычной литературе переводится как графство (county), в других странах подобен тауншипу в США или району (district) в Великобритании. Во главе бахшей стоят бахшдары, которых назначает Министерство внутренних дел Ирана.

## Схема
Административное деление Ирана можно себе лучше представить, используя следующую таблицу. Допустим, остан О поделен на два шахрестана: А и Б. Шахрестан А состоит из трёх бахшей: центрального, Р1 и Р2. Центральный бахш всегда включает административный центр шахрестана, в данном случае город М. Каждый бахш может содержать один или несколько сельских округов. Например, в нашем случае, центральный бахш содержит город М, город Н и сельских округ Л, который включает в себя деревни Д1, Д2, Д3 и Д4, соответственно; бахш Р1 содержит город О и сельский округ С; бахш Р2 не включает в себя ни одного города, но в него включен сельский округ Т. Каждый шахрестан обязан включать в себя как минимум один город, из которого будет состоять единственный бахш, называемый центральным. В нашей таблице таким шахрестаном является шахрестан Б, который содержит единственный город К.
| Остан | Шахрестан | Бахш        | Города / Сельские округа | Деревни        |
| ----- | --------- | ----------- | ------------------------ | -------------- |
| О     | А         | Центральный | Город М                  |                |
| О     | А         | Центральный | Город Н                  |                |
| О     | А         | Центральный | Сельский округ Л         | Д1, Д2, Д3, Д4 |
| О     | А         | Р1          | Город О                  |                |
| О     | А         | Р1          | Сельский округ С         | Д5, Д6         |
| О     | А         | Р2          | Сельский округ Т         | Д7, Д8, Д9     |
| О     | Б         | Центральный | Город К                  |                |

## История

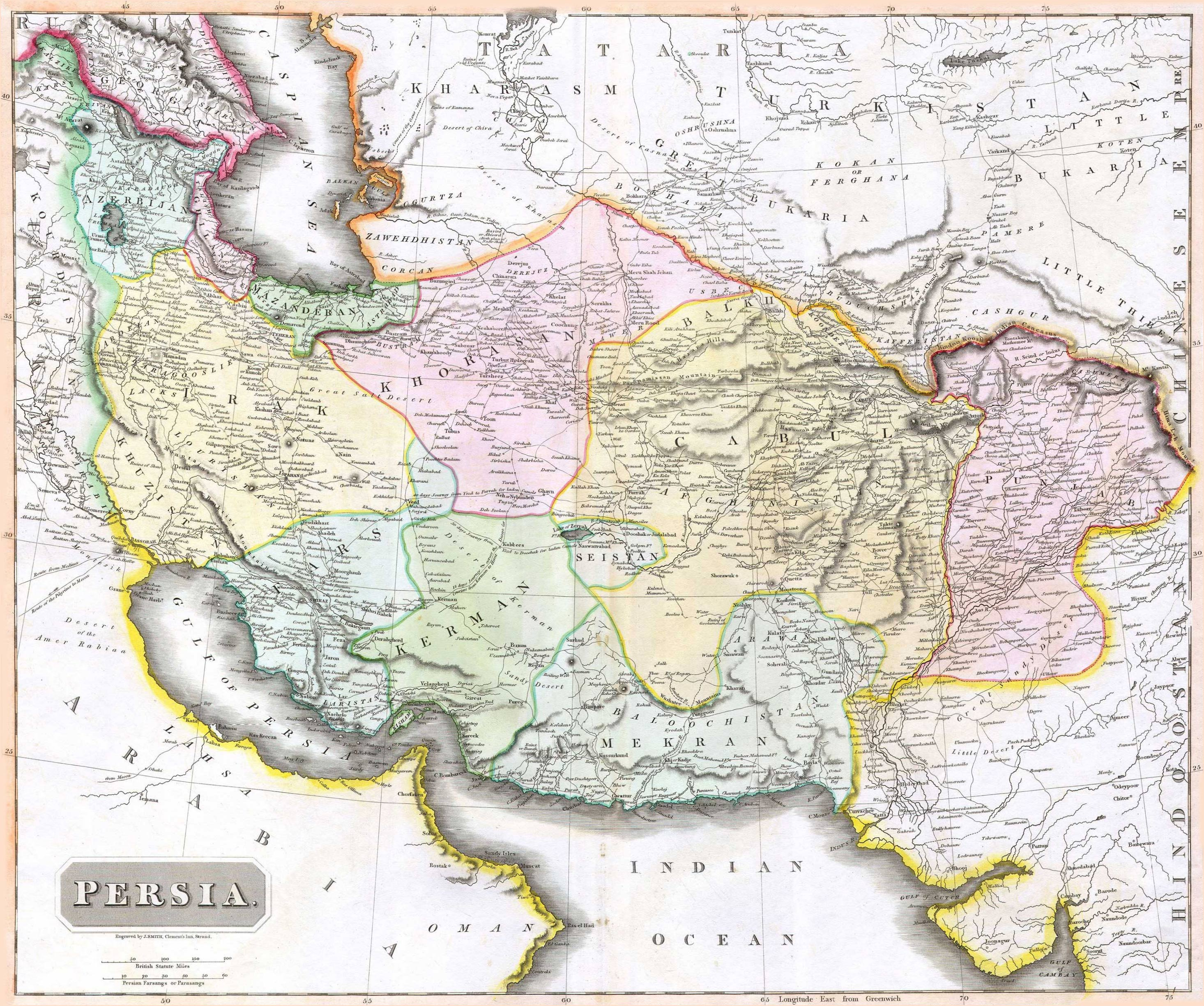
Карта административного деления Каджарской Персии, 1814 г.

До 1950 года страна была разделена на 12 останов. В 1950—1960 гг. их было 10. К середине 1970-х их стало 23.
В 1979 году остан Керманшах был переименован в Бахтаран. В 1986 Центральный остан был разделён на останы Тегеран и Меркези. В 1990 году остан Бахтаран был переименован в Керманшах. В 1993 году из остана Восточный Азербайджан был выделен остан Ардебиль. В 1995 году из остана Тегеран был выделен остан Кум. В 1996 году из Зенджана был выделен остан Казвин. В 1997 году из Мазендерана был выделен остан Голестан. В 2004 году самый крупный остан Хорасан был разделён на три остана — Северный Хорасан, Хорасан-Резави и Южный Хорасан. Небольшая часть была отдана остану Йезд.
23 июня 2010 года из состава остана Тегеран был выделен новый остан Альборз с центром в Кередже.

## Проекты
В настоящее время[когда?] рассматриваются проекты создания новых останов: Талыш (из Гиляна и Ардебиля), Тебес (из Йезда), Эрдестан (из Исфахана), разделения остана Систан и Белуджистан на остан Систан и остан Белуджистан, Фарса на Западный и Восточный Фарс, а также создание столичного округа из Тегерана и другие проекты.
Существуют проекты создания новых типов административных единиц. Так, в 2014 году министр внутренних дел Ирана Джевад Насериан, объявил о намерении ввести новую административную единицу, мантаге, каждая из которых будет включать в себя несколько останов. При этом до сих пор не ясно, будет ли новое деление заменять старое и останы перестанут существовать, либо новое деление дополнит старое. Не известны и названия новых административных единиц. Всего планируется создать 5 мантаге, со следующим расположением:
1. Тегеран, Казвин, Мазендаран, Семнан, Голестан, Альборз, Кум;
2. Исфахан, Фарс, Кохгилуйе и Буйерахмед, Чехармехаль и Бахтиария, Хормозган и Бушир;
3. Западный Азербайджан, Восточный Азербайджан, Ардебиль, Зенджан, Курдистан и Гилян;
4. Керманшах, Илам, Лурестан, Хамадан, Меркези и Хузестан;
5. Хорасан-Резави, Южный Хорасан, Северный Хорасан, Керман, Йезд, Систан и Белуджистан